# Stiftsherrenbau (Karden)

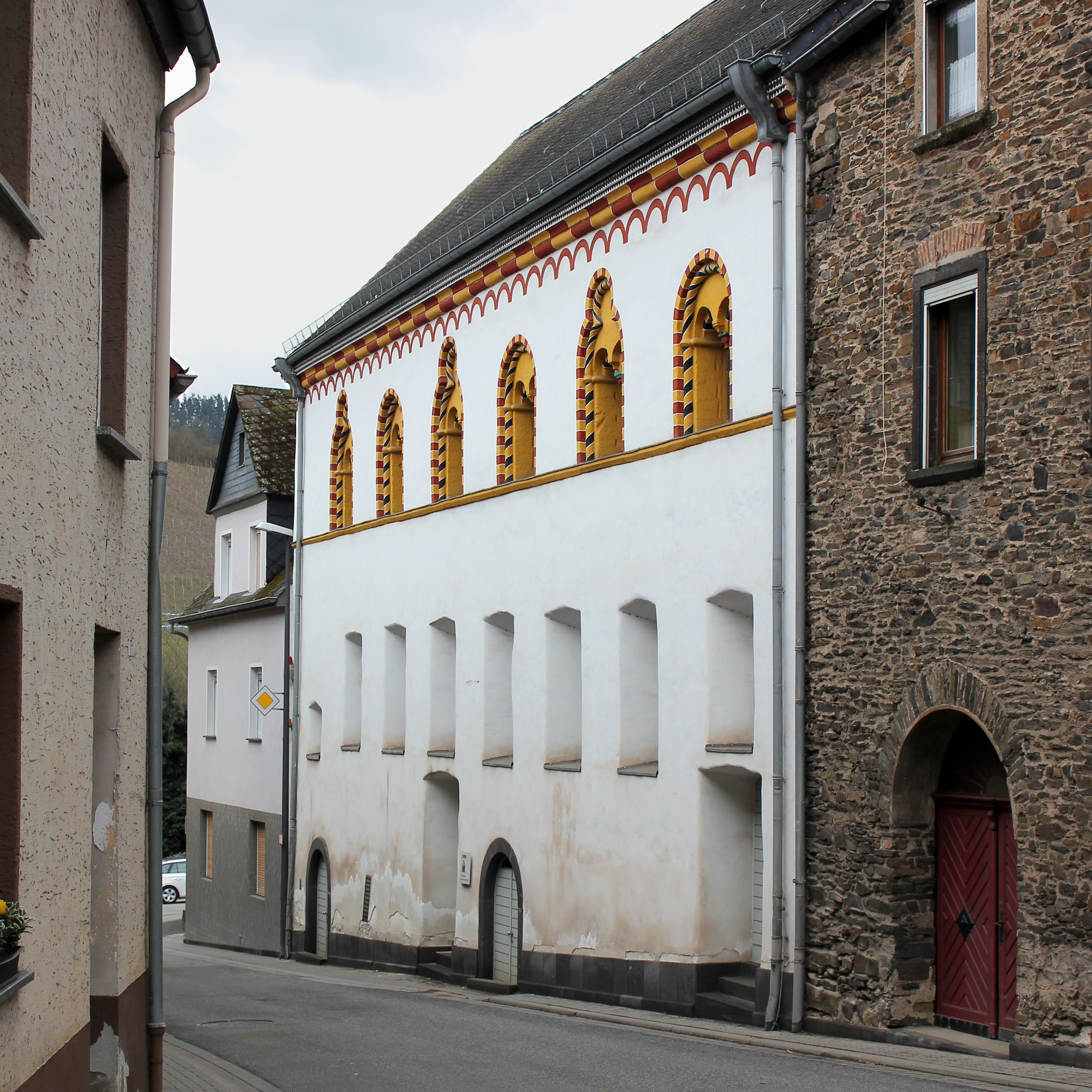
Stiftsherrenbau, Ansicht von Nordwesten

Der Stiftsherrenbau in Treis-Karden im Landkreis Cochem-Zell in Rheinland-Pfalz – auch Zehnthaus genannt – gehört zu einem spätromanischen Gebäudeensemble im ehemaligen Stiftsbezirk des Kollegiatstifts Karden und ist einer der ältesten in Deutschland erhaltenen Profanbauten.

## Geschichte
Innerhalb der spätantiken Siedlung Vicus Cardena am westlichen Moselufer entwickelte sich im frühen Mittelalter eine vom hl. Castor von Karden (* unbekannt; † um 400) begründete christliche Gemeinschaft zu einem Kollegiatstift. Von dessen Stiftsbezirk sind neben der über römischen und frühmittelalterlichen Vorgängerbauten errichteten romanischen Stiftskirche, dem sogenannten „Moseldom“, vor allem das romanische Haus Korbisch und einige zum Teil noch mittelalterliche Wohngebäude der Stiftsherren oder Kanoniker erhalten.

## Baugeschichte
Das vor einigen Jahren grundlegend sanierte Gebäude mit der Adresse Kernstraße 8–10 (Eingang über St.-Castor-Straße) stellt sich äußerlich weitgehend im Zustand des 13. Jahrhunderts dar und ist als Einzeldenkmal Bestandteil der Denkmalzone Stiftsbezirk St. Castor. Im Jahr 1238 (dendrodatiert) erbaut, diente das Gebäude den Stiftsherren als Wohnhaus und später – als die Bewohner mehr und mehr eigene Häuser bezogen – als „Zehnthaus“ zur Einlagerung des an das Stift abzuliefernden Zehnten. Das gut erhaltene Bauwerk ist ein hervorragendes Beispiel der Romanik in Deutschland und bis heute weitgehend unverändert erhalten. Allerdings wurde die Inneneinrichtung immer wieder den wechselnden Bedürfnissen angepasst. Heute wird es als Veranstaltungszentrum und Stiftsmuseum Treis-Karden genutzt.
Das rechteckige zweigeschossige Gebäude ist vollständig aus Schieferbruchstein errichtet und verputzt worden. Einfache Rechteckfenster gliedern das Erdgeschoss; im Obergeschoss wechseln sich Arkadenfenster mit Kleeblattabschluss und Rundbögen ab, deren prächtige originale Farbfassung bei der letzten Sanierung (um 2000) rekonstruiert wurde. Der Grundriss des 21,40 Meter langen und etwa 9,50 breiten Bauwerks ist rechteckig. Ursprünglich dürfte es länger gewesen sein; denn das im Osten umgebogene Gesims bricht am westlichen Ende ab und auch die Symmetrie der Fenster verlangte zum Schluss wie am Anfang ein Kleeblattfenster, das nicht mehr vorhanden ist. Unter dem gesamten Erdgeschoss liegt ein Weinkeller mit vom Boden ansteigenden Tonnengewölbe. Das Erdgeschoss mit Eingang vom Kreuzgang der Kirche aus war der Speisesaal, das Obergeschoss der Schlafsaal. Unter einem Satteldach liegt der Speicher.